# Парванов, Парван
Парван Парванов (Пырванов) (болг. Първан Първанов; род. 6 сентября 1951, София) — болгарский самбист и дзюдоист, призёр чемпионатов Европы и мира по самбо, многократный чемпион НРБ по самбо и дзюдо, участник летних Олимпийских игр 1976 года в Монреале. В соревнованиях по самбо выступал в полулёгкой (до 57 кг) и лёгкой (до 62 кг) весовых категориях.
На Олимпиаде выступал в лёгкой весовой категории (до 63 кг). На предварительной стадии в первой схватке победил ливанца Давида Саада, но проиграл монголу Бахааваагийну Буядаа и выбыл из борьбы за медали, заняв итоговое 12-е место.
Первые шаги в спорте делал в обществе «Академик» под руководством Камена Цветко Лозанова c 1969 по 1972 годах. Выступал за ПЖИ «Локомотив» (София, 1972—1975) и «Академик» (София, 1975—1980).